# Montaigu (Mayenne)
Pour les articles homonymes, voir Montaigu.
Situé dans le département de la Mayenne à Hambers, le Montaigu est une butte régulièrement arrondie, avec chapelle au sommet (291 m d'altitude), qu'on aperçoit non seulement du Maine, mais de la forêt d'Andaine en Normandie, des collines bretonnes vers Vitré et de toutes les altitudes de 100 mètres dans le bassin de la Mayenne, en Anjou. Il ne manque pas dans le massif montagneux mayennais de sommets plus élevés, notamment au cœur des Coëvrons le mont Rochard tout proche, mais ce sont des groupes confus.

## Géographie
Montaigu a une physionomie propre, individuelle. Pour l'abbé Angot, les autres hauteurs valent surtout par le piédestal que leur font les pentes graduelles du terrain. Montaigu se détache de son entourage sur tout l'horizon. Aussi a-t-il exercé à tous les âges une attraction singulière sur les populations.
C'est un site privilégié dans le rayon duquel l'homme se plut toujours.
Le panorama du Montaigu permet de voir des plaines illimitées au sud et à l'ouest, vers Sainte-Suzanne et Sablé-sur-Sarthe, Château-Gontier et Laval, et bien au-delà ; ensemble de collines dans les autres directions : les Coëvrons, Pail, Buleu, pour ne citer que les massifs les plus rapprochés.

## Histoire

### Époque préhistorique

#### Monuments mégalithiques
Dès la Préhistoire les hommes vinrent occuper le versant méridional du vaste amphithéâtre formé par Crun, Rochard et Montaigu, en face des plaines immenses du pays évronnais. Montaigu surtout eut leurs préférences. M. Émile Moreau a étudié les stations et les monuments mégalithiques de cette région. L'abbé Angot a effectué un résumé de ce qu'il a écrit, en spécialiste, sur ce sujet.
Au village d' Étivau était encore, vers 1850, soutenu sur des supports d'un mètre de hauteur, un dolmen composé de deux tables, formant une longueur totale de 3,64 m. Ces tables ont été brisées pour faire la margelle d'un puits ; deux supports sont encore en place. Non loin de là était « une magnifique table de pierre d'un grès très fin et très brillant, longue de 2,20 m, large de 1,30 m et épaisse seulement de quelques centimètres ». Elle était d'un gris clair à gauche, d'un jaune foncé à droite, et marquée d'une large tache d'un rouge foncé à la partie supérieure. La destination historique de cette pierre était attestée par l'origine mystérieuse qu'on lui attribuait et par la présence d'éclats de la même roche parmi des outils de pierre non polie trouvés dans le voisinage. Des blocs du même grès jaune sont signalés au même endroit. D'autres, que M. Moreau qualifie seulement de « pierres posées », se faisaient remarquer, vers 1875, dans les landes d' Étivau par leurs dimensions, les excavations qu'elles présentaient ou leur groupement.
Dans un champ de la ferme de Richebourg, sur une petite éminence qui forme une sorte de socle de 11 mètres carrés, respecté par la charrue, s'élève le monument remarquable et incontestable dit « les Pierres-Jumelles », restes d'une allée couverte dont les autres pierres sont renversées et dispersées dans le petit terrain en friche. Cette description de M. Moreau est pour l'abbé Angot (en 1904) toujours exacte. Mais le terrain environnant n'est plus en culture. Il a été planté en taillis, et les ronces avec les jeunes pousses de chêne masquent le monument et en rendent l'accès difficile. D'ailleurs les Pierres-Jumelles sont non au village de Richebourg qui s'abrite au pied d'un des contreforts de Montaigu, mais à 500 mètres de là, dans la plaine, sur une ferme récemment créée dans les landes des Rabries. La grande pierre située 200 mètres plus loin, que M. Moreau nomme justement pierre des Rabries, qui mesure au moins 20 mètres de superficie, a été nommée pierre au Renard dans une petite géographie locale, faisant confusion avec la Pierre au Renard du taillis de Crun. M. Moreau signale encore les « pierres posées » qui parsèment les landes des Rabries et un dolmen détruit par la construction de la route de Sainte-Gemmes-le-Robert à Mézangers. Il y en a d'autres. Le nom de Pierre-Aiguë que porte la ferme voisine de Richebourg est un indice. L'abbé Angot indique encore en finissant cette revue sommaire, presque au sommet de Montaigu, au lieu-dit le Grand-Bois, un double alignement de pierres assez grosses qui semblent les supports des tables disparues d'une allée couverte.

#### Stations d'habitation
Outre les monuments mégalithiques dont les premiers habitants de cette région parsemèrent le pays, nous connaissons de plus les stations où ils fixèrent spécialement leur habitation. Et c'est encore M. Moreau qui eut, en 1874, le bonheur de découvrir deux centres principaux d'habitations, reconnaissables aux outils en pierre non polie et surtout aux nombreux déchets de leur fabrication dont le sol était parsemé. Ces deux stations, situées à la limite des communes de Mézangers et d'Hambers, sur un plateau de 128 mètres d'altitude, formé d'un sable gris d'alluvion, sont : l'une à la ferme de la Maison-Neuve, qui a donné des outils du type acheuléen ; l'autre au point culminant du plateau, au lieu du Bout-du-Bois. Ce dernier a fourni de nombreux débris et quelques outils d'aspect moustérien, d'un quartzite « très fin, d'un très beau lustre, fragile, sensible aux actions atmosphériques ».
Depuis la découverte de ces stations, M. Maulavé, curé de Mézangers, les a soigneusement explorées et en a découvert dans le voisinage, au lieu du Portail, une troisième beaucoup plus riche en outils travaillés, haches, pointes de flèches, lames, etc. Au début du XXe siècle, c'est au presbytère de Mézangers qu'il fallait voir le musée de ces stations préhistoriques, composé de plusieurs centaines d'objets : outils, percuteurs, nuclei, tous de l'époque paléolithique. L'abbé Angot s'interrogeait : Puisse cette collection riche encore, malgré des détournements regrettables, se conserver intacte et s'enrichir de plus en plus. Il indique aussi que les silex importés y sont en petite quantité en comparaison des matériaux indigènes. Ainsi les pentes méridionales et occidentales de Montaigu ont été recherchées et habitées par les populations de l'époque paléolithique et des vestiges nous en ont été conservés, soit dans les monuments qui émergent du sol, soit dans les produits et les débris de l'industrie de ces peuplades mis chaque jour encore à la lumière par la charrue.

### Période gallo-romaine
Montaigu est situé au centre du pays des Diablintes.
Toujours est-il que la loi, souvent constatée ailleurs, de la superposition des civilisations successives dans le même lieu, se vérifie encore ici. Le même versant méridional de la chaîne de collines dont Montaigu est un chaînon, fut choisi par les Romains pour la création de divers établissements et pour la direction de la grande voie militaire de Tours à Vieux par le Mans et Jublains.
C'est dans ce pays où se trouvent les vestiges préhistoriques mêlés aux ruines romaines, que passe la voie des légions, le long des derniers contreforts de Montaigu, et la montagne en est comme un jalon, comme une borne gigantesque, à mi-chemin de Jublains et de Rubricaire, poste militaire édifié sur la voie, peut-être à une bifurcation.
La voie de Jublains au Mans passant par Rubricaire, qui est exactement sur la ligne droite d'un point à l'autre, devait visiter le versant méridional de Montaigu.

### Époque franque
Après la disparition des Romains, mais à une époque où la langue latine gardait encore son empire, les nouveaux colons francs s'établirent à leur tour dans les lieux privilégiés par la nature qui gardaient les traces de trois civilisations successives. Les villages surgirent et s'échelonnèrent presque sans interruption sur la voie romaine partout où les sources et un abri protecteur offraient des agréments ou des avantages appréciables.
Parmi les nouveaux noms, l'abbé Angot en cite de riants comme Étivau, Champfleury, qui conviennent merveilleusement aux sites des villages qu'ils dépeignent. Richebourg et Villeneuve rappellent la formation de ces agglomérations de villageois qui se groupaient sous la protection d'un chef. Pierre-Aiguë, comme un peu plus loin Pierre-Fritte, sont des souvenirs des monuments mégalithiques qui surgissaient du sol bien plus nombreux qu'aujourd'hui.
Ces villages, nous les retrouverons modifiés, renouvelés à d'autres époques ; mais dès lors par leur nombre, leur rapprochement, ils attestent combien, aux temps mérovingiens et carolingiens, les Francs aimèrent les champs conquis par la culture sur les pentes méridionales du mont. Cette époque est peut-être celle où la vie fut le plus active et la population le plus dense dans ce petit espace. Les paroisses elles aussi se constituaient. Hambers, Sainte-Gemme, Bais et Mézangers entourèrent le mont et s'en partagèrent les terres cultivables et les lieux habités.
Les Francs, on le sait, ne construisirent point de routes ; ils se bornèrent à entretenir insuffisamment celles des voies romaines qui leur étaient les plus nécessaires. Mais si les rois et les grands feudataires se confinèrent dans ce rôle, les populations ne purent manquer de créer des communications entre leurs groupes les plus rapprochés, d'église à église, de village à village, et de tous les lieux habités aux anciennes et principales artères du pays.
Deux artères principales se dégagent de ce réseau compliqué : la voie romaine, allant du S.-E. au N.-O. par Étivau et Richebourg, avant de prendre franchement sa direction vers Jublains ; puis une autre vieille route que son long parcours d'Évron à la Chapelle-au-Riboul et au-delà, en passant par le flanc est de Montaigu, désigne comme une des voies les plus fréquentées. Les titres de la seigneurie du Teil la nomment « le chemin du Teil au tertre de Montaigu », mais sa prolongation au-delà de ces deux points est évidente et la vicinalisation de plusieurs de ses tronçons en prouverait au besoin l'importance. Deux autres chemins, l'un de Bais à Chelé, par le versant nord, l'autre d'Izé à Montaigu, par le flanc sud de la colline, celui d'Hambers au village de Montaigu, avec prolongation jusqu'à la voie romaine, forment le réseau secondaire qui se ramifie en sentiers innombrables.

### Féodalité, ermitages

#### Féodalité
Le XIe siècle vit naître deux institutions. La première fut, dans l'ordre civil, la féodalité héréditaire. C'est alors que le baron de Sillé, qui tenait sa baronnie du comte du Maine, détacha de son domaine la terre de Chelé en faveur d'un vassal qui en prit le nom et lui dut service de chevalier quand lui-même accompagnait le comte du Maine à la guerre.
Hambers et Montaigu se trouvèrent compris dans cette inféodation du baron de Sillé au châtelain de Chelé. Montaigu fit même partie du domaine seigneurial. À mesure que les terres défrichées permirent de nourrir un plus grand nombre de familles, les feux se multiplièrent dans chaque village. Le bois et des mottes de terre avec quelques murs en pierres sèches formaient d'ailleurs toute l'architecture de ces habitations. Une maison en pierre, domus lapidea, était à cette époque une rareté même dans les grandes agglomérations et chose inconnue dans les villages ruraux. Aussi n'en reste-t-il aucune trace. Ce n'est que pour les églises et les châteaux forts qu'on employait alors la pierre et le ciment. Ce sont aussi les seuls édifices qui aient laissé des vestiges.

#### Société religieuse
La seconde innovation de cette époque se produisit dans la société religieuse, par la diffusion et l'importance que prit alors la vie érémitique dans le Maine occidental, dont toutes les forêts se peuplèrent d'ermitages, à ce point que les auteurs contemporains les nommèrent la Thébaïde du Maine. Les désordres les plus graves avaient pris racine dans la chrétienté. Les églises étaient aux mains des laïques ; les prêtres bravaient les excommunications et les décrets des conciles contre les simoniaques et les concubinaires. Des apôtres surgirent qui se donnèrent rendez-vous dans la région du Maine. Robert d'Arbrissel vint de Bretagne ; Vital de Mortain : Alleaume, de la Flandre ; Bernard de Tiron, d'Aquitaine ; Raoul de la Fûtaie seul était du Maine.
Il y eut trois centres du nouvel apostolat : la forêt de Craon, avec Robert d'Arbrissel ; Fontaine-Géhard, d'origine antérieure, dans la forêt de Mayenne ; la Charnie, où se fixa saint Alleaume. Les Coëvrons, Rochard, Montaigu, furent dans le champ d'action des disciples d'Alleaume qui, dans une autre direction, s'étendait jusqu'à Sablé. Montaigu eut pour les ermites l'attrait qu'il avait eu pour les populations rurales. Ils vinrent au milieu d'elles pour les instruire et les réformer.

#### Saint Alleaume d'Etival
Par des textes ou par des monuments contemporains, nous savons que les disciples d'Alleaume d'Étival vinrent s'installer tout autour du Montaigu, si même ils ne prirent pas dès lors possession de son sommet. Saint Alleaume avait créé deux genres d'établissements : les uns pour les hommes, qui se dispersèrent par groupes sur tout le territoire comme indiqué précédemment : l'un d'entre eux était situé à Saint-Nicolas près de Sainte-Suzanne en forêt de Charnie ; l'autre pour les femmes, qu'il installa en 1109 à Étival-en-Charnie sous la direction d'une abbesse. Les ermitages n'eurent qu'un temps, parce que les besoins auxquels répondait leur institution étaient passagers, et que bientôt les abbayes cisterciennes qui se multiplièrent rapidement dans la province donnèrent une autre direction aux vocations érémitiques.
Alors les établissements qu'avaient fondés les ermites, disciples de saint Alleaume, revinrent à son abbaye féminine d'Étival. C'est ainsi qui nous savons par une bulle de Célestin III qu'en 1197, les religieuses d'Étival jouissaient de la chapelle de Champfleuri en Sainte-Gemme et de l'ermitage, devenu depuis une métairie.
C'est dans cette chapelle que les disciples de saint Alleaume, disséminés dans de modestes huttes de terre et de branchages, se réunissaient pour la prière commune et que les villageois venaient s'édifier de leurs instructions et du spectacle de leurs vertus. L'abbé Angot écrit la même chose à propos de la chapelle du Teil qui, sur un autre point, aussi rapprochée de la base de Montaigu, était sur un chemin montant au sommet du tertre. Les vocables de ces trois sanctuaires sont remarquables et de ceux qu'affectionnaient les ermites : à Champfleuri et au Teil, saint Jean ; à Chelé, saint Marc.

### Ermitage de Montaigu

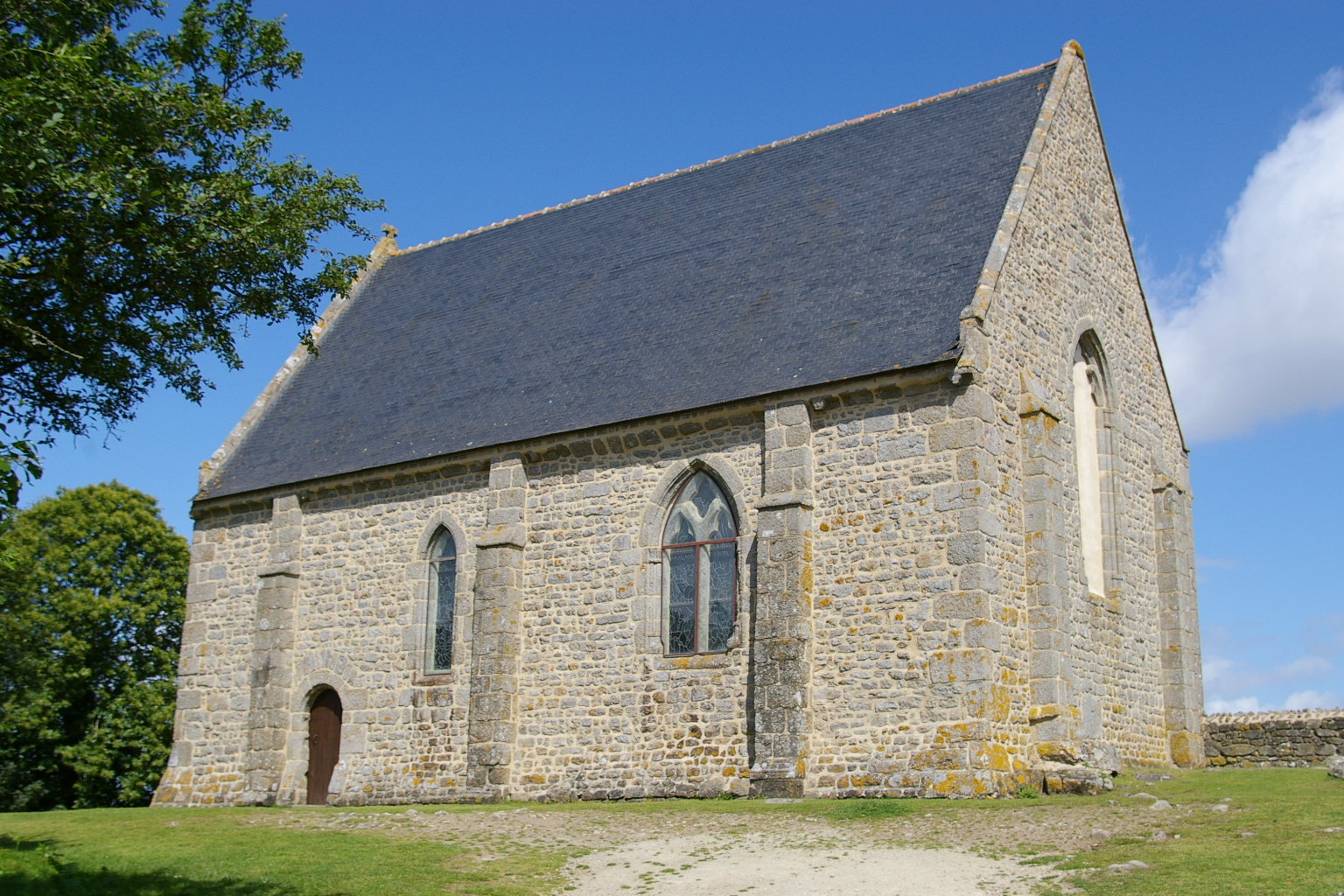
La chapelle du Montaigu

Le premier texte écrit qui concerne Montaigu date du XIIIe siècle. Mais un autre fait, qui nous est révélé par un document postérieur, est bien autrement important et tend à prouver que les disciples de saint Alleaume avaient peut-être pris eux-mêmes, au XIIe siècle, possession du plateau de Montaigu, ou que du moins un établissement de même nature, chapelle et ermitage, n'avait pas tardé à s'y fonder, et qu'enfin la dévotion populaire avait commencé dès lors à attirer les pèlerins sur ces hauteurs.
Nous lisons en effet dans l'acte de fondation ou de rétablissement de l'ermitage en 1402 par Jean de Landivy et Marguerite de la Macheferrière « que, de long et ancien [temps], non réputé le contraire, il [était] dit et tenu notoirement et publicquement ès parties du pays du Maine, et par espécial ès parties où est ung tertre appelé Montaigu, que sur le haut dudit tertre, avoit eu éminence et apparence de chapelle fondée de Monseigneur saint Michel, et que au jour de la feste dudit saint Michel et autres, moult de gens, par dévotion et par forme de pèlerinage, sont allés et vont par chacun jour, et ont fait et font plusieurs oblations de deniers et aultres en l'honneur dudit saint Michel et pour le bien deleurs âmes. » Mais la chapelle, ajoute le texte, « est de présent et dès longtemps ruyneuse et desmolie ».
Cette chapelle, dont il ne restait plus que des ruines, devait être fort ancienne en effet, et la dévotion à l'Archange qui avait survécu à son sanctuaire était fortement enracinée. Rien d'impossible qu'elle remontât au temps de nos premiers ermitages dont les églises, moins exposées aux tempêtes, restent encore debout. Quoi qu'il en soit, c'est en pleine guerre anglaise qu'eut lieu la restauration du sanctuaire, que le nouvel ermitage fut construit et que le pèlerinage s'organisa dans des conditions meilleures.
L'acte du 8 août 1402, par lequel Jean de Landivy et Marguerite de la Macheferrière rétablirent le culte de saint Michel à Montaigu est lui aussi un précieux témoignage de leur piété et de leur libéralité. S'étant enquis de « la prodhommie, léalté et bonne foy » de Jean Cochon, « clerc désirant estre prestre », voulant aussi attirer sur eux et sur « leur postérité directe et collatérale la protection de saint Michel et participer au divin service et aux bienfaits qui se feraient au lieu de Montaigu, les époux permirent au clerc solliciteur de prendre sur le tertre toute la place qu'il jugerait convenable pour édifier chapelle … maisons et habitations pour la demeure de lui et autres habitans » attachés au service du sanctuaire. Ils ajoutèrent à cette concession un espace de « troys cens pas de toutes les parts ès circuits desdits chapelle et herbergement », exemptant ce territoire « de toute juridiction, justice, seigneurie, de toute servitude rurale et coutume ; renonçant à y faire au temps avenir aucun exploit de justice en aucun cas ».
Ainsi autorisé, Jean Cochon se mit à l'œuvre sans souci de la guerre qui sévissait. La pierre fut tirée du roc sur lequel on bâtit ; les excavations de la carrière se voient encore presque à la base des murs, mais il fallut amener l'eau et la chaux à grands frais et fatigues. L'ermitage et la chapelle ajoutèrent un dernier trait à la physionomie « du tertre de Montaigu », plus propre que tout autre à lui attirer le regard, à le rendre reconnaissable du plus loin qu'on le peut voir, et à consacrer son caractère religieux. Jean Cochon avait négligé une formalité, et cette omission faillit compromettre son œuvre.
En règle avec le seigneur temporel, il n'avait pas songé à se pourvoir d'une autorisation ecclésiastique nécessaire avant tout quand il s'agit d'ouvrir un nouveau sanctuaire. Le sien était trop en vue pour passer inaperçu. L'official fut avisé et, « le mardy après Invocavit me CCCC XXII » 23 février 1423, il condamna maître Jean, qualifié alors prêtre d’Hambers, à une amende d'un écu pour avoir édifié dans la paroisse, sans permission du seigneur évêque, une chapelle dans laquelle il avait célébré et fait célébrer. Ce fut d'ailleurs toute la sanction, suivie d'une reconnaissance officielle, et le sanctuaire continua plus que jamais dans la suite à attirer « moult de gens par dévotion et par forme de pèlerinage. » Car saint Michel aime les montagnes ; et il est honoré en France dans plus de cent chapelles placées sur des hauteurs.
Si maintenant nous nous éloignons pour un instant de la chapelle et de l'ermitage pour parcourir sur les flancs de la colline les villages que nous connaissons déjà, nous assisterons pendant la période qui s'est écoulée depuis l'expulsion des Anglais jusqu'à la fin du XVIe siècle à leur renouvellement et à une transformation complète. Des habitations antérieures il ne reste rien ; de cette époque au contraire datent les meilleures constructions. Le château de Chelé, bâti par un habile maître d'œuvre au service d'un riche seigneur, est évidemment une exception ; de même le château de Viel, plus moderne d'un siècle, moins luxueux, mais dont la grandeur est attestée par les ruines qui subsistent.
Mais les maisons des simples villageois elles-mêmes se ressentirent alors du goût artistique de cette époque.
Évidemment, ceux qui se donnèrent ces habitations n'étaient pas de simples fermiers. Ils possédaient la terre où ils vivaient. Ils étaient d'une autre condition, d'une autre situation sociale que les habitants actuels. Tout ce qui s'est bâti depuis lors n'a plus le même aspect.

### Témoignage de Dubuisson-Aubenay
Montaigu se fait si bien remarquer qu'un voyageur, Dubuisson-Aubenay, qui traversait le Maine vers 1636, et notait soigneusement tous les objets dignes d'attention, ne vit pas autre chose de Montsûrs jusqu'à Bais. En quittant Montsûrs, « vous passez le bras droit (de la Jouanne) qui est le plus petit, dit-il, et le gauche qui est à vostre main droite, vous le costoyez et suivez le long de sa rive droite à contre-fil de l'eau ; et, passé quelques villages, vous voyez sur un ault costau la chapelle de Saint-Michel de Montaigu. Costoyant cela, tousjours à vostre main droite, arrivez au-dessus de Montesson, maison bien faite et environnée d'eaus, qui est à un gentilhomme seigneur du prochain bourg nommé Bais ou Baz parmi les paysans ».

### Ermites de Montaigu
Les documents ne nous les font point connaître par leurs noms depuis Jean Cochon, et depuis le XVe siècle jusqu'au milieu du XVIIe siècle ; mais il n'est pas douteux que l'ermitage n'ait été occupé, avec intermittences sans doute, dans ce long espace de temps. Je trouve un legs fait à l'église de Montaigu en 1444, d'autres en 1563, en 1585, d'autres encore plus récents ou de date inconnue, mentionnés dans un inventaire des titres de la fabrique d'Hambers. Incidemment enfin, en 1652, nous connaissons le nom d'un frère Antoine, ermite à Montaigu, parce qu'il fait, en cas de danger, le baptême d'un enfant né à Sainte-Gemme. Pour son successeur, frère Henri de Cannet, nous savons toutes les formalités de son investiture.
La carte de Jaillot, en 1707, indique l’« hermitage de Saint-Michel sur la montagne de Montaigu », ce qui implique nécessairement qu'il était occupé, quoi que nous ne sachions par qui. Dans ses visites à la fin du XVIIIe siècle, le doyen note également qu'il y a « un homme pour garder la chapelle et qui a permission de quêter, 1778 ». En 1781, il le qualifie anachorète. On connaît encore Michel Petit, qui eût mieux fait de rester ermite que de recevoir l'ordination des mains de Villar, l'évêque constitutionnel, pour devenir en fin de compte secrétaire de mairie.
La Révolution française ne fit pas oublier l'antique dévotion. Le 20 fructidor an XI (7 septembre 1803), la municipalité d'Hambers demandait la permission « de faire célébrer, suivant un usage immémorial dans les églises de Chelé et de Montaigu, à certains jours de l'année et dans les nécessités publiques. Ils ont, ajoutent-ils, le plus grand désir de faire revivre cet ancien usage ». Les ermites revinrent aussi. « Il n'y a pas plus de dix ans, écrit M. Verger en 1835, que ce lieu solitaire (de Montaigu) était habité par deux hermites qui vivaient des dons des habitants ». M. Leblanc, curé d'Hambers de 1820 à 1836, écrit de son côté, dans sa chronique paroissiale, qu'un « grand frère se fixa à l'hermitage, et n'y resta pas longtemps ». Il se vante même de l'avoir congédié, d'accord avec le maire.
De temps immémorial et même avant la reconstruction de la chapelle, en 1402, il y avait grande affluence de pèlerins au jour de la Saint-Michel, c'est-à-dire qu'il se tenait une assemblée moitié religieuse, moitié commerciale. Cette institution s'est perpétuée d'âge en âge et avait encore une vogue due en partie à la situation exceptionnelle de son emplacement. Vers 1880, l'assemblée a été transférée au village de Chelé.

## Source
- Abbé Angot, « Montaigu », dans le Bulletin de la Commission historique et archéologique de la Mayenne, 1904, t. 20, p. 332-357 [lire en ligne].